# عجوقة أرجي
عجوقة أرجي (الاسم العلمي: Ajuga argyi) هي نوع نباتي يتبع جنس العجوقة من فصيلة الشفوية.